# HD189775
HD189775 — хімічно пекулярна зоря спектрального класу B5, що має видиму зоряну величину в смузі V приблизно  6,1.
Вона  розташована на відстані близько 769,2 світлових років від Сонця.

## Фізичні характеристики
Телескоп Гіппаркос зареєстрував фотометричну змінність  даної зорі з періодом    2,61 доби в межах від  Hmin= 6,11 до  Hmax= 6,05.